# KBS 2TV 수요 드라마
KBS 2TV 수요 드라마는 대한민국의 KBS 2TV에서 매주 수요일에 방송되었던 TV 드라마 작품이다.

## 작품 리스트
|  | - 아래의 텔레비전 드라마 중 2002년 11월 이후에 시청 가능 연령을 표시하는 드라마 등급 제도를 의무적으로 시행하고 있습니다. - 2017년 3월 1일부터 TV 프로그램 등급 표시 외에 주제, 폭력성, 선정성, 언어, 모방 위험 등 분류 사유 표시를 의무적으로 시행하고 있습니다. |

### 1980년대
- 《전설의 고향》 : 1982년 1월 27일 ~ 1983년 3월 23일
- 《님》 : 1983년 3월 30일 ~ 1983년 5월 25일
- 《추리극장》 : 1983년 6월 1일 ~ 1984년 6월 20일
- 《간호병동》 : 1984년 6월 27일 ~ 1984년 10월 24일
- 《TV 춘향전》 : 1984년 10월 31일 ~ 1984년 12월 26일
- 《젊은 그들》 : 1985년 1월 9일 ~ 1985년 2월 20일
- 《TV 손자병법》 : 1987년 11월 18일 ~ 1988년 1월 6일
- 《가요드라마》 : 1988년 1월 13일 ~ 1988년 3월 16일

### 1990년대
- 《사랑이 꽃피는 나무》 : 1990년 10월 30일 ~ 1991년 4월 24일

### 2000년대
- 《드라마시티》 : 2000년 5월 3일 ~ 2001년 4월 11일 - 단막극
- 《203 특별수사대》 : 2001년 11월 7일 ~ 2002년 8월 21일

### 2010년대
- 《드라마 스페셜 (2013)》 : 2013년 6월 12일 ~ 2013년 6월 26일, 2013년 8월 7일 ~ 2013년 9월 4일, 2013년 10월 2일 ~ 2013년 10월 23일 - 단막극
- 《드라마 스페셜 연작 시리즈 (3기)》 : 2013년 7월 10일 ~ 2013년 7월 30일 - 단막극

## 같이 보기
- KBS 2TV 수목 드라마
- KBS 1TV 수요 드라마